# 유여대
유여대(劉如大, 1878년 11월 26일 ~ 1937년 1월 13일)는 한국의 독립운동가이며 민족대표 33인 중 한 사람이다. 한국의 장로교 목사였고 아호는 낙포(樂圃)이다.

## 생애
평안북도 의주 출생으로, 한학을 익혀 서당 훈장으로 일하던 중 1898년 선교사를 통해 개신교에 입교했다. 당시의 많은 기독교인들이 그랬듯이 교육을 통한 계몽 운동의 필요성을 절감하고 의주에 일신학교(日新學校)와 여학교인 양실학원(養實學院)을 세워 교육 사업에 종사했다. 1915년에는 평양신학교를 졸업하고 목사 안수를 받았다.
1919년 2월에 선천의 양전백 집에서 이승훈을 만나 다음 달에 있을 3·1 운동에 민족대표 33인으로 참가하기로 했다. 그는 기미독립선언서에 서명할 수 있도록 도장을 이명룡에게 맡기고 당일 경성부에서 열린 낭독 모임에는 참가하지 않았으며, 양실학교를 중심으로 의주 지역의 만세 운동을 조직했다. 정명채, 김두칠 등 의주의 기독교인들과 미리 뜻을 나누고 독립선언서를 등사한 뒤, 탑골공원에서의 거사와 비슷한 시각에 군중을 모아 선언서를 낭독했다가 곧바로 피검되어 징역 2년형을 선고 받고 서대문감옥에서 옥고를 치렀다.
출옥 후에는 의주로 돌아가서 양실학교를 재건하고 목회 활동을 하다가 신의주로 이주한 후 사망했다.
계몽 운동과 교육 사업, 문맹퇴치운동에 대해 꾸준한 관심을 가졌다.

## 사후
- 대한민국 정부는 그의 공헌을 기려 1962년 건국훈장 대통령장을 추서하였다.

## 저서
- 일종의 위인전 모음인 《위인기담(偉人奇談)》(1934)과 기초 상식 교육서인 《면무식(免無識)》(1935) 등이 남아있다.

## 같이 보기
- 독립유공자로 대통령장을 수여받은 사람

## 참고자료
- 유여대 : 독립유공자 공훈록 - 국가보훈처
- 대한민국 국가보훈처, 이 달의 독립 운동가 상세자료 - 유여대, 2003년{{
- 유여대 - 한국학중앙연구원